# شهرستان حویجه
شهرستان حویجه (به عربی: قضاء الحویجة) یک شهرستان در عراق است که در استان کرکوک واقع شده‌است.